# 장즈하오 (대만민중당 당원)
장즈하오(중국어 정체자: 張志豪, 병음: Zhāng Zhìháo, 한자음: 장지호,  1972년 4월 11일~)는 중화민국의 정치인으로 제14대 타이베이시의회의원이다. 